# Typ 4 Ke-nu
Typ 4 Ke-nu byl japonský lehký tank užívaný ve druhé světové válce. Jednalo se prakticky o zmodernizovaný tank Typ 95 Ha-gó s věží ze středního tanku Typ 97 Či-ha. Prototyp tanku byl vyroben v roce 1944, celkem bylo vyprodukováno asi 100 ks. Většina strojů byla rozmístěna na domácích ostrovech, ale několik kusů se zúčastnilo bojů v Koreji a Mandžusku proti Sovětům.

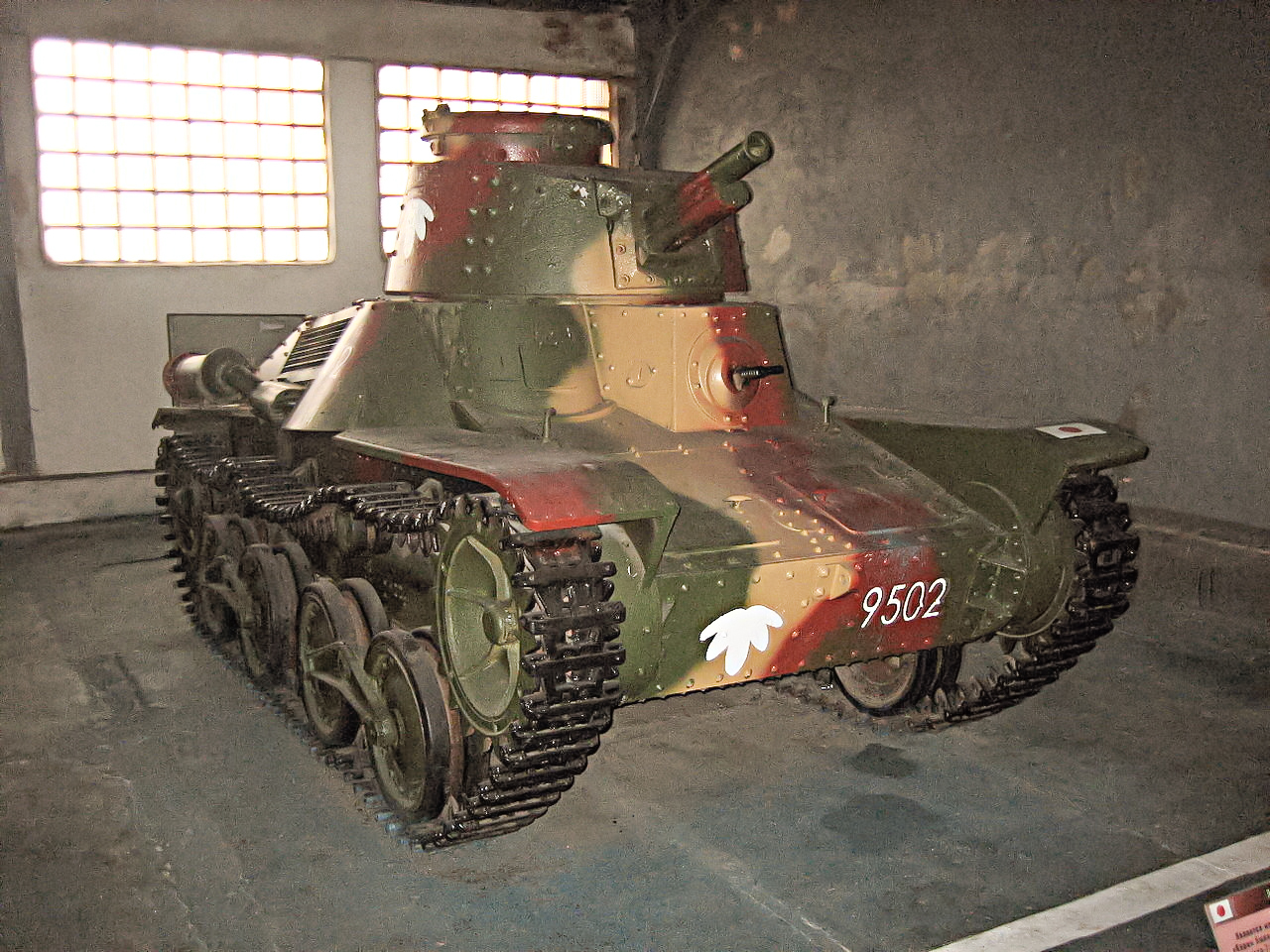
Typ 4 v muzeu v ruské Kubince